# Auditorium del Suffragio
L'auditorium del Suffragio è un teatro situato a Lucca.
La sala risale al Cinque-Seicento. La redazione attuale è dovuta a un intervento di restauro eseguito nel 2001-2002.
Il complesso ha una capienza totale superiore ai 200 posti ed è adibito anche ad auditorium, oltre ad ospitare alcune rappresentazioni teatrali e musicali: queste ultime sono generalmente organizzate dal Conservatorio Boccherini, celebre istituzione cittadina.